# Verenigd Koninkrijk op het Eurovisiesongfestival 1989
Het Verenigd Koninkrijk deed in 1989 voor de eenendertigste keer mee aan het Eurovisiesongfestival. De groep Live Report werd in een nationale finale gekozen om het land te vertegenwoordigen.

## Nationale voorselectie
Onder de titel A Song for Europe 1989 hield de BBC een nationale finale om de Britse inzending te selecteren voor het Eurovisiesongfestival 1989. De nationale finale werd gehouden op 24 maart 1989 en werd gepresenteerd door Terry Wogan.
De winnaar werd gekozen door televoting.

| Volgorde | Artiest         | Lied                           | Plaats | Punten  |
| -------- | --------------- | ------------------------------ | ------ | ------- |
| 01       | Frankie Johnson | "Back In The Groove"           | 6      | 10,731  |
| 02       | James Oliver    | "Can't Stop Loving You"        | 7      | 9,110   |
| 03       | Jane Alexander  | "Shame"                        | 3      | 47,664  |
| 04       | Danny Ellis     | "Just For The Good Times"      | 8      | 6,777   |
| 05       | Julie C         | "You Stepped Out Of My Dreams" | 2      | 51,449  |
| 06       | Live Report     | "Why Do I Always Get It Wrong" | 1      | 111,996 |
| 07       | The Pearls      | "Love Come Down"               | 4      | 33,279  |
| 08       | Linda Carroll   | "Heaven Help My Heart"         | 5      | 17,084  |

## In Lausanne
In Zwitserland moest het Verenigd Koninkrijk aantreden als 7de, net na België en voor Noorwegen.
Op het einde van de puntentelling bleek dat ze op een tweede plaats waren geëindigd met 130 punten, slechts 7 punten verwijderd van de overwinning.
Men ontving 5 keer het maximum van de punten.
Van België ontving het geen punten en Nederland gaf 7 punten.

### Gekregen punten

#### Finale
| 12 punten                                                  | 10 punten         | 8 punten     | 7 punten               | 6 punten                         |
| ---------------------------------------------------------- | ----------------- | ------------ | ---------------------- | -------------------------------- |
| - Duitsland - Frankrijk - Luxemburg - Noorwegen - Portugal | - Spanje - Zweden | - Oostenrijk | - Israël - Nederland   | - Finland - Italië - Joegoslavië |
| 5 punten                                                   | 4 punten          | 3 punten     | 2 punten               | 1 punt                           |
|                                                            | - Ierland         |              | - Cyprus - Griekenland | - Denemarken - Turkije           |

### Punten gegeven door Verenigd Koninkrijk

#### Finale
Punten gegeven in de finale:
| 12 punten | Joegoslavië |
| 10 punten | Denemarken  |
| 8 punten  | Zwitserland |
| 7 punten  | Spanje      |
| 6 punten  | Cyprus      |
| 5 punten  | Griekenland |
| 4 punten  | Zweden      |
| 3 punten  | Nederland   |
| 2 punten  | Israël      |
| 1 punt    | Duitsland   |

1957 · 1958 · 1959 · 1960 · 1961 · 1962 · 1963 · 1964 · 1965 · 1966 · 1967 · 1968 · 1969 · 1970 · 1971 · 1972 · 1973 · 1974 · 1975 · 1976 · 1977 · 1978 · 1979 · 1980 · 1981 · 1982 · 1983 · 1984 · 1985 · 1986 · 1987 · 1988 · 1989 · 1990 · 1991 · 1992 · 1993 · 1994 · 1995 · 1996 · 1997 · 1998 · 1999 · 2000 · 2001 · 2002 · 2003 · 2004 · 2005 · 2006 · 2007 · 2008 · 2009 · 2010 · 2011 · 2012 · 2013 · 2014 · 2015 · 2016 · 2017 · 2018 · 2019 · 2020 · 2021 · 2022 · 2023 · 2024 · 2025